# Anchoviella manamensis
Anchoviella manamensis is een  straalvinnige vissensoort uit de familie van ansjovissen (Engraulidae). De wetenschappelijke naam van de soort is voor het eerst geldig gepubliceerd in 1982 door Cervigón.